# Nun ist das Heil und die Kraft
Nun ist das Heil und die Kraft (BWV 50) är en sats ur en kantat av kompositören och organisten Johann Sebastian Bach. De övriga satserna av kantaten har dessvärre gått förlorade. Med den jublande dubbelköriga öppningen befäster Bach återigen sin överlägsna ställning som kantatformens främste tonsättare. Orkestreringen är anmärkningsvärt rik vilket tyder på att verket skrevs för speciellt tillfälle. 
Framfört enligt etablerad uppförandepraxis varar kantaten i cirka fyra minuter. 

## Text
Texten är hämtad från Uppenbarelseboken 12:10.
Nun is das Heil und die Kraft

Und das Reich und die Macht unsers Gottes

Seines Christus worden, weil der verworfen ist,

Der sie verklagete Tag und Nacht vor Gott

## Orkestrering
- Två körer
- Tre oboer
- Tre trumpeter
- Timpani
- Stråkensemble
- Orgel
- Cembalo